# Gornja Ploča
Gornja Ploča (serb. Горња Плоча) – wieś w Chorwacji, w żupanii licko-seńskiej, w gminie Lovinac. Leży w regionie Lika. W 2011 roku liczyła 45 mieszkańców.

## Położenie
Gornja Ploča znajduje się w gminie Lovinac, około 27 kilometrów na południowy wschód od Gospicia. Przez wieś przebiega droga krajowa D522. Około 3,5 kilometrów na zachód znajduje się węzeł Gornja Ploča na autostradzie A1.